# Leffonds
Leffonds é uma comuna francesa na região administrativa de Grande Leste, no departamento de Haute-Marne. Estende-se por uma área de 36,24 km². Em 2010 a comuna tinha 349 habitantes (densidade: 9,6 hab./km²).